# The Hindu
«Хинду» («The Hindu» — «Индус») — ежедневная индийская газета на английском языке, одна из самых читаемых и авторитетных газет Индии.
Основана в 1878 году. В первые годы своего существования была еженедельной. С 1889 года выходит ежедневно. В 2009 году разовый тираж «Хинду» составлял 1,47 млн экземпляров — второе место среди англоязычных газет Индии после «Таймс оф Индиа». Согласно исследованию, проведённому в 2008 году, «Хинду» регулярно читают 5,2 млн чел, что делает её самой читаемой англоязычной газетой в Индии после «Таймс оф Индиа» и «Hindustan Times». Главный офис газеты расположен в Ченнаи и большинство её читателей проживают в Южной Индии, в основном в штате Тамилнад.
В 1995 году начало выходить онлайн-издание газеты — «Хинду» стала первой индийской газетой, открывшей свой веб-сайт и начавшей публиковаться в сети.
«Хинду» публикуется в 13 городах Индии — Бангалоре, Ченнаи, Коимбатуре, Дели, Хайдарабаде, Кочи, Калькутте, Мадурае, Мангалоре, Тируванантапураме, Тиручирапалли, Виджаяваде и Вишакхапатнаме.